# Verbandsgemeinde Braubach
Die Verbandsgemeinde Braubach war eine Gebietskörperschaft im Rhein-Lahn-Kreis in Rheinland-Pfalz. Der Verbandsgemeinde gehörten die Stadt Braubach und vier weitere Ortsgemeinden an, der Verwaltungssitz war in der namensgebenden Stadt Braubach.
Im Rahmen der im Jahr 2010 begonnen rheinland-pfälzischen Kommunal- und Verwaltungsreform wurden zum 1. Juli 2012 die Verbandsgemeinden Braubach und Loreley aufgelöst und die Verbandsgemeinde Braubach-Loreley neu gebildet, die zum 1. Dezember 2012 den Namen Verbandsgemeinde Loreley erhielt.

## Verbandsangehörige Gemeinden
| Ortsgemeinde, Stadt       | Fläche (km²) | Einwohner |
| ------------------------- | ------------ | --------- |
| Braubach, Stadt           | 19,54        | 3.019     |
| Dachsenhausen             | 10,18        | 1.030     |
| Filsen                    | 1,88         | 623       |
| Kamp-Bornhofen            | 11,37        | 1.579     |
| Osterspai                 | 13,00        | 1.256     |
| Verbandsgemeinde Braubach | 55,96        | 7.507     |

Einwohner: Stand 31. Dezember 2011

## Geschichte
Die Verbandsgemeinde Braubach entstand im Jahr 1972 im Zuge einer Funktional- und Gebietsreform im Land Rheinland-Pfalz.
Im Zuge der zweiten, im Jahr 2010 begonnenen, rheinland-pfälzischen Kommunal- und Verwaltungsreform wurden die Verbandsgemeinden Braubach und Loreley auf der Basis der bis zum 30. Juni 2012 laufenden und sogenannten „Freiwilligkeitsphase“ zusammengelegt. In übereinstimmenden Beschlüssen hatten die Verbandsgemeinderäte Braubach und Loreley ihren Willen zur freiwilligen Bildung einer neuen Verbandsgemeinde erklärt. Nach dem am 20. Dezember 2011 erlassenen „Landesgesetz über die freiwillige Bildung der neuen Verbandsgemeinde Braubach-Loreley“ wurden zum 1. Juli 2012 die Verbandsgemeinden Braubach und Loreley aufgelöst und eine neue Verbandsgemeinde unter dem vorläufigen Namen „Verbandsgemeinde Braubach-Loreley“ neu gebildet. Verwaltungssitz wurde St. Goarshausen, in Braubach blieb eine zweite Verwaltungsstelle.
Gemäß Beschluss des Verbandsgemeinderates Braubach-Loreley vom 25. Oktober 2012 und nach Zustimmung der Landesregierung erhielt die neue Verbandsgemeinde zum 1. Dezember 2012 den Namen Verbandsgemeinde Loreley.

## Einwohnerentwicklung
Die Entwicklung der Einwohnerzahl der Verbandsgemeinde Braubach bezogen auf das Verwaltungsgebiet bei seiner Auflösung; die Werte von 1871 bis 1987 beruhen auf Volkszählungen:
| Jahr | Einwohner |
| ---- | --------- |
| 1815 | 3.782     |
| 1835 | 4.568     |
| 1871 | 5.209     |
| 1905 | 6.415     |
| 1939 | 7.286     |
| 1950 | 8.362     |

| Jahr | Einwohner |
| ---- | --------- |
| 1961 | 8.351     |
| 1970 | 8.363     |
| 1987 | 8.158     |
| 1997 | 8.258     |
| 2007 | 7.773     |
| 2010 | 7.542     |

## Verbandsgemeinderat
Der letzte Verbandsgemeinderat Braubach bestand aus 24 ehrenamtlichen Ratsmitgliedern, die bei der Kommunalwahl am 7. Juni 2009 in einer personalisierten Verhältniswahl gewählt wurden, und dem hauptamtlichen Bürgermeister als Vorsitzendem.
Die Sitzverteilung im Verbandsgemeinderat:
| Wahl | SPD | CDU | FBL | Gesamt   |
| ---- | --- | --- | --- | -------- |
| 2009 | 10  | 7   | 7   | 24 Sitze |
| 2004 | 10  | 8   | 6   | 24 Sitze |